# Zhou Jian’an
Zhou Jian’an (chiń. 周建安; ur. 17 kwietnia 1964 roku w prowincji Syczuan) – były chiński siatkarz grający na pozycji rozgrywającego; reprezentant Chin. W latach 2005–2012 trener męskiej reprezentacji Chin.

## Kariera zawodnicza
W 1982 roku trafił do klubu prowincji Syczuan. Cztery lata później został powołany do reprezentacji narodowej. Jako rozgrywający i kapitan w latach 1987–1999 doprowadził reprezentację do dwóch złotych medali mistrzostw Azji (w 1997 i 1999 roku) i złotego medalu igrzysk azjatyckich (w 1998 roku). Uczestniczył w trzech Pucharach Świata, trzech mistrzostwach świata i kilku edycjach Ligi Światowej.

## Kariera trenerska
Po zakończeniu kariery zawodniczej w 1999 roku objął stanowisko pierwszego trenera klubu prowincji Syczuan. Zdobył z nim wiele tytułów mistrzowskich.
W 2006 roku został pierwszym trenerem męskiej reprezentacji Chin, z którą na Letnich Igrzyskach Olimpijskich 2008 zajął 5. miejsce.